# Arcești-Cot
Arcești-Cot – wieś w Rumunii, w okręgu Aluta, w gminie Pleșoiu. W 2011 roku liczyła 643 mieszkańców.